# Liste de films tournés dans le département du Pas-de-Calais
Un certain nombre d'œuvres cinématographiques et télévisuelles ont été tournés dans le département du Pas-de-Calais.
Voici une liste à compléter de films, téléfilms, feuilletons télévisés, films documentaires… tournés dans le département du Pas-de-Calais, classés par commune et lieu de tournage et date de diffusion.
- Haut – A
- B
- C
- D
- E
- F
- G
- H
- I
- J
- K
- L
- M
- N
- O
- P
- Q
- R
- S
- T
- U
- V
- W
- X
- Y
- Z

## A
- Haut – A
- B
- C
- D
- E
- F
- G
- H
- I
- J
- K
- L
- M
- N
- O
- P
- Q
- R
- S
- T
- U
- V
- W
- X
- Y
- Z

- Ambleteuse
  - 2009 : Épisode 1 : Les Meurtres ABC de la Série télévisée Les Petits Meurtres d'Agatha Christie
  - 2016 : Ma Loute de Bruno Dumont

- Ambricourt
  - 1951 : Journal d'un curé de campagne de Robert Bresson

- Arras
  - 1970 : L'Aveu de Costa-Gavras
  - 1971 : Laisse aller, c'est une valse de Georges Lautner
  - 1999 : Pas de scandale de Benoît Jacquot
  - 2000 : Les Glaneurs et la Glaneuse de Agnès Varda[1]
  - 2013 : Pas son genre de Lucas Belvaux
  - 2013 : La liste de mes envies de Didier Le Pêcheur
  - 2018: The 15:17 to Paris de Clint Eastwood

- Audinghen
  - 2016 : Ma Loute de Bruno Dumont
  - 2017 : Happy End de Michael Haneke
  - 2018 : Coincoin et les Z'inhumains mini-série de Bruno Dumont (Église Saint-Pierre d'Audinghen)

- Audresselles
  - 2014 : P'tit Quinquin de Bruno Dumont
  - 2018 : Coincoin et les Z'inhumains mini-série de Bruno Dumont (Église Saint-Jean-Baptiste d'Audresselles)

## B
- Haut – A
- B
- C
- D
- E
- F
- G
- H
- I
- J
- K
- L
- M
- N
- O
- P
- Q
- R
- S
- T
- U
- V
- W
- X
- Y
- Z

- Barlin

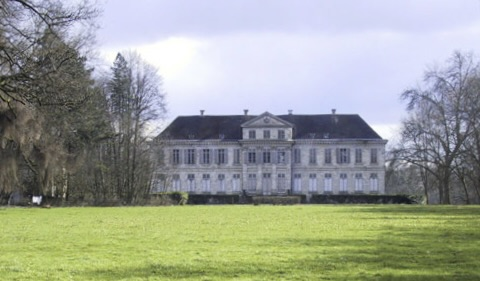
Façade du château de Brias

  - 2005 : Joyeux Noël de Christian Carion

- Bassin minier du Nord-Pas-de-Calais
  - 1981 : Sans famille série TV de Jacques Ertaud

- Bazinghen
  - 2016 : Ma Loute de Bruno Dumont

- Berck
  - 2009 : Les Petits Meurtres d'Agatha Christie : épisode 4 : La Maison du péril série télévisée d'Éric Woreth
  - 2010 : Gainsbourg, vie héroïque de Joann Sfar
  - 2014 : À la vie de Jean-Jacques Zilbermann
  - 2014 : Tout est permis de Coline Serreau[2]
  - 2015 : Journal d'une femme de chambre de Benoît Jacquot
  - 2017 : Capitaine Marleau `Saison 2, Épisode 1 : Chambre avec vue série télévisée de Josée Dayan

- Béthune
  - 1960 : Le Voyage en ballon d'Albert Lamorisse[3]
  - 2004 : Quand la mer monte... de Yolande Moreau
  - 2012 : La Grande Boucle de Laurent Tuel

- Blériot
  - 2009 : Épisode 1 : Les Meurtres ABC de la Série télévisée les Petits Meurtres d'Agatha Christie

- Boubers-sur-Canche
  - 1998 : Le Bimillionnaire de Michaël Perrotta

- Boulogne-sur-Mer
  - 1953 : Week-end à quatre de Ralph Thomas
  - 1963 : Muriel ou le Temps d'un retour d'Alain Resnais
  - 1971 : Adieu mes quinze ans, série télévisée de Claude de Givray
  - 1992 : Omnibus, un court-métrage de Sam Karmann
  - 1994 : Personne ne m'aime de Marion Vernoux
  - 1997 : On connait la chanson d'Alain Resnais
  - 1999 : Inséparables de Michel Couvelard
  - 1999 : Rien à faire de Marion Vernoux
  - 2000 : Le Monde de Marty de Denis Bardiau
  - 2004 : Austerlitz, la victoire en marchant, Documentaire-fiction de Jean-François Delassus
  - 2007 : Les Oubliées, série télévisée d'Hervé Hadmar
  - 2016 : Ma Loute de Bruno Dumont
  - 2018 : Coincoin et les Z'inhumains mini-série de Bruno Dumont (Phare de Boulogne-sur-Mer, digue Canot)
  - 2019 : Rebelles d'Allan Mauduit
  - 2019 : Capitaine Marleau `Saison 3, Épisode 1 : Une voix dans la nuit série télévisée de Josée Dayan

- Brias
  - 2005 : Joyeux Noël de Christian Carion[4]

- Bruay-la-Buissière
  - 1980 : La Femme flic d'Yves Boisset
  - 2007 : Moi, Louis enfant de la mine - Courrières 1906 téléfilm de Thierry Binisti
  - 2008 : Bienvenue chez les Ch'tis de Dany Boon
  - 2014 : La prochaine fois je viserai le cœur de Cédric Anger
  - 2014 : La vie devant elles de Gabriel Aghion

## C
- Haut – A
- B
- C
- D
- E
- F
- G
- H
- I
- J
- K
- L
- M
- N
- O
- P
- Q
- R
- S
- T
- U
- V
- W
- X
- Y
- Z

- Calais
  - 1973 : Le Silencieux de Claude Pinoteau[5]
  - 1974 : La Gifle de Claude Pinoteau
  - 1992 : Le Visionarium de Jeff Blyth
  - 1999 : En vacances d'Yves Hanchar
  - 2000 : Marie-Line de Mehdi Charef
  - 2001 : Les Petites Mains de Lou Jeunet
  - 2005 : To the Ends of the Earth téléfilm de David Attwood
  - 2007 : Disparition téléfilm de Laurent Carceles
  - 2007 : Maman est folle, téléfilm de Jean-Pierre Améris
  - 2008 : Les Inséparables de Christine Dory
  - 2009 : Welcome de Philippe Lioret
  - 2012 : Quand je serai petit de Jean-Paul Rouve
  - 2013 : Le Temps de l'aventure de Jérôme Bonnell
  - 2013 : Les Beaux Jours de Marion Vernoux
  - 2017 : Happy End de Michael Haneke

- Condette
  - 2016 : Ma Loute de Bruno Dumont

- Cucq
  - 1974 : Les Valseuses de Bertrand Blier[6]
  - 1978 : Mazarin mini-série de Pierre Cardinal (Stella-Plage)
  - 2005 : Combien tu m'aimes ? de Bertrand Blier[6]

## D
- Haut – A
- B
- C
- D
- E
- F
- G
- H
- I
- J
- K
- L
- M
- N
- O
- P
- Q
- R
- S
- T
- U
- V
- W
- X
- Y
- Z

- Douvrin
  - 2009 : Les Petits Meurtres d'Agatha Christie : épisode 3, La Plume empoisonnée série télévisée d'Éric Woreth
  - 2009 : Les Petits Meurtres d'Agatha Christie : épisode 4 : La Maison du péril série télévisée d'Éric Woreth

## E
- Haut – A
- B
- C
- D
- E
- F
- G
- H
- I
- J
- K
- L
- M
- N
- O
- P
- Q
- R
- S
- T
- U
- V
- W
- X
- Y
- Z

- Equirre
  - 1951 : Journal d'un curé de campagne de Robert Bresson

- Escalles
  - 2013 : Les Beaux Jours de Marion Vernoux (Cap Blanc-Nez)
  - 2018 : Coincoin et les Z'inhumains mini-série de Bruno Dumont (Cap Blanc-Nez, Dover Patrol)

## F
- Haut – A
- B
- C
- D
- E
- F
- G
- H
- I
- J
- K
- L
- M
- N
- O
- P
- Q
- R
- S
- T
- U
- V
- W
- X
- Y
- Z

- Frémicourt
  - 1993 : Les Visiteurs de Jean-Marie Poiré

- Fruges
  - 2009 : Épisode 2, Am stram gram de la Série télévisée Les Petits Meurtres d'Agatha Christie

## G
- Haut – A
- B
- C
- D
- E
- F
- G
- H
- I
- J
- K
- L
- M
- N
- O
- P
- Q
- R
- S
- T
- U
- V
- W
- X
- Y
- Z

Sans objet

## H
- Haut – A
- B
- C
- D
- E
- F
- G
- H
- I
- J
- K
- L
- M
- N
- O
- P
- Q
- R
- S
- T
- U
- V
- W
- X
- Y
- Z

- Hardelot
  - 2016 : Ma Loute de Bruno Dumont (au château de la commune)

- Hénin-Beaumont
  - 1980 : La Femme flic d'Yves Boisset
  - 1988 : La vie est un long fleuve tranquille d'Étienne Chatiliez

- Hesdin
  - 1951 : Journal d'un curé de campagne de Robert Bresson
  - 1974 : La Gifle de Claude Pinoteau

## I
- Haut – A
- B
- C
- D
- E
- F
- G
- H
- I
- J
- K
- L
- M
- N
- O
- P
- Q
- R
- S
- T
- U
- V
- W
- X
- Y
- Z

- Isques
  - 1999 : Inséparables de Michel Couvelard

## J
- Haut – A
- B
- C
- D
- E
- F
- G
- H
- I
- J
- K
- L
- M
- N
- O
- P
- Q
- R
- S
- T
- U
- V
- W
- X
- Y
- Z

Sans objet

## K
- Haut – A
- B
- C
- D
- E
- F
- G
- H
- I
- J
- K
- L
- M
- N
- O
- P
- Q
- R
- S
- T
- U
- V
- W
- X
- Y
- Z

Sans objet

## L
- Haut – A
- B
- C
- D
- E
- F
- G
- H
- I
- J
- K
- L
- M
- N
- O
- P
- Q
- R
- S
- T
- U
- V
- W
- X
- Y
- Z

- Lens
  - 1978 : Passe ton bac d'abord de Maurice Pialat
  - 2001 : Les Portes de la Gloire de Christian Merret-Palmair[7]
  - 2003 : Jeux d'enfants de Yann Samuell
  - 2008 : Bienvenue chez les Ch'tis de Dany Boon[8]
  - 2009 : À l'origine de Xavier Giannoli
  - 2013 : La Grande Boucle de Laurent Tuel[9]
  - 2013 : Henri de Yolande Moreau[10]
  - 2014 : La prochaine fois je viserai le cœur de Cédric Anger[11]
  - 2016 : Tour de France de Rachid Djaïdani[12]

- Le Portel
  - 2018 : Coincoin et les Z'inhumains mini-série de Bruno Dumont (Gare de Boulogne-Aéroglisseurs, Hoverport de Boulogne-sur-Mer)
  - 2019 : Capitaine Marleau `Saison 3, Épisode 1 : Une voix dans la nuit série télévisée de Josée Dayan

- Liévin
  - 2004 : Quand la mer monte... de Yolande Moreau
  - 2013 : La Grande Boucle de Laurent Tuel[9]
  - 2013 : Henri de Yolande Moreau[10]
  - 2013 : La Vie d'Adèle : Chapitres 1 et 2 d'Abdellatif Kechiche[13]

## M
- Haut – A
- B
- C
- D
- E
- F
- G
- H
- I
- J
- K
- L
- M
- N
- O
- P
- Q
- R
- S
- T
- U
- V
- W
- X
- Y
- Z

- Montreuil-sur-Mer
  - 1925 : Les Misérables, d'Henri Fescourt.
  - 1987 : Sous le soleil de Satan, de Maurice Pialat.
  - 2010 : Les Vivants et les Morts, mini-série télévisée de Gérard Mordillat.
  - 2023 : Un homme heureux, film de Tristan Séguéla.

## N
- Haut – A
- B
- C
- D
- E
- F
- G
- H
- I
- J
- K
- L
- M
- N
- O
- P
- Q
- R
- S
- T
- U
- V
- W
- X
- Y
- Z

- Neuville-sous-Montreuil
  - 1993 : Les Visiteurs de Jean-Marie Poiré

## O
- Haut – A
- B
- C
- D
- E
- F
- G
- H
- I
- J
- K
- L
- M
- N
- O
- P
- Q
- R
- S
- T
- U
- V
- W
- X
- Y
- Z

- Oignies
  - 1993 : Germinal de Claude Berri

- Ourton
  - 2014 : La prochaine fois je viserai le cœur de Cédric Anger

- Outreau
  - 2018 : Coincoin et les Z'inhumains mini-série de Bruno Dumont (Tunnel de l'Ave-Maria)

## P
- Haut – A
- B
- C
- D
- E
- F
- G
- H
- I
- J
- K
- L
- M
- N
- O
- P
- Q
- R
- S
- T
- U
- V
- W
- X
- Y
- Z

Sans objet

## Q
- Haut – A
- B
- C
- D
- E
- F
- G
- H
- I
- J
- K
- L
- M
- N
- O
- P
- Q
- R
- S
- T
- U
- V
- W
- X
- Y
- Z

Sans objet

## R
- Haut – A
- B
- C
- D
- E
- F
- G
- H
- I
- J
- K
- L
- M
- N
- O
- P
- Q
- R
- S
- T
- U
- V
- W
- X
- Y
- Z

- Ruyaulcourt
  - 1968 : L'Homme du Picardie, feuilleton télévisé de Jacques Ertaud[14]

## S
- Haut – A
- B
- C
- D
- E
- F
- G
- H
- I
- J
- K
- L
- M
- N
- O
- P
- Q
- R
- S
- T
- U
- V
- W
- X
- Y
- Z

- Saint-Pol-sur-Ternoise
  - 2005 : Joyeux Noël de Christian Carion

- Sainte-Catherine-les-Arras
  - 2000 : Les Glaneurs et la Glaneuse de Agnès Varda[1]

- Saint-Omer
  - 2012 : La Grande Boucle de Laurent Tuel

- Sangatte
  - 1988 : La vie est un long fleuve tranquille d'Étienne Chatiliez
  - 2013 : La Grande Boucle de Laurent Tuel[9]
  - 2018 : Coincoin et les Z'inhumains mini-série de Bruno Dumont (Cap Blanc-Nez, Dover Patrol)

- Stella-Plage
  - 2005 : Combien tu m'aimes ? de Bertrand Blier

## T
- Haut – A
- B
- C
- D
- E
- F
- G
- H
- I
- J
- K
- L
- M
- N
- O
- P
- Q
- R
- S
- T
- U
- V
- W
- X
- Y
- Z

- Torcy
  - 1951 : Journal d'un curé de campagne de Robert Bresson
  - 2009 : Épisode 2, Am stram gram de la Série télévisée Les Petits Meurtres d'Agatha Christie

- Le Touquet-Paris-Plage
  - 1923 : Le marchand de plaisirs, film joué et réalisé par Jaque-Catelain, supervisé par Marcel L'Herbier[15].
  - 1932 : Occupe-toi d'Amélie, film réalisé par Marguerite Viel et Richard Weisbach.
  - 1951 : Une histoire d'amour, film réalisé par Guy Lefranc[16].
  - 1958 : Ascenseur pour l'échafaud, film réalisé par Louis Malle.
  - 1963 : Pas si folles les guêpes !, film réalisé par Jacqueline Audry[17].
  - 1964 : French Dressing, film réalisé par Ken Russell[16],[18].
  - 1965 : La Communale, film réalisé par Jean L'Hôte : scènes tournées sur la plage[17].
  - 1968 : La Nuit du lendemain, film réalisé par Hubert Cornfield et Richard Boone[19].
  - 1971 : Juste avant la nuit, film réalisé par Claude Chabrol[16],[20].
  - 1978 : Mazarin mini-série de Pierre Cardinal
  - 1982 : Ma femme s'appelle reviens, film réalisé par Patrice Leconte[21].
  - 1987 : Sous le soleil de Satan, film réalisé par Maurice Pialat.
  - 1988 : La vie est un long fleuve tranquille, film réalisé par Étienne Chatiliez.
  - 2002 : Embrassez qui vous voudrez, film réalisé par Michel Blanc[16],[21].
  - 2002 : Quelqu'un de bien, film réalisé par Patrick Timsit[21].
  - 2004 : Mensonges et trahisons et plus si affinités..., film réalisé par Laurent Tirard.
  - 2005 : Dritte Halbzeit, documentaire allemand réalisé par Béatrix Schwehm[16].
  - 2010 : Copacabana, film réalisé par Marc Fitoussi[16].
  - 2023 : Un homme heureux, film de Tristan Séguéla

## U
- Haut – A
- B
- C
- D
- E
- F
- G
- H
- I
- J
- K
- L
- M
- N
- O
- P
- Q
- R
- S
- T
- U
- V
- W
- X
- Y
- Z

Sans objet

## V
- Vimy
  - 2014 : La prochaine fois je viserai le cœur de Cédric Anger

## W
- Haut – A
- B
- C
- D
- E
- F
- G
- H
- I
- J
- K
- L
- M
- N
- O
- P
- Q
- R
- S
- T
- U
- V
- W
- X
- Y
- Z

- Wimereux
  - 1995 : En avoir (ou pas) de Laetitia Masson
  - 2001 : Clément d'Emmanuelle Bercot
  - 2016 : Ma Loute de Bruno Dumont

- Wissant
  - 1983 : L'Ami de Vincent de Pierre Granier-Deferre[22]
  - 2013 : Les Beaux Jours de Marion Vernoux
  - 2016 : Ma Loute de Bruno Dumont

## X
- Haut – A
- B
- C
- D
- E
- F
- G
- H
- I
- J
- K
- L
- M
- N
- O
- P
- Q
- R
- S
- T
- U
- V
- W
- X
- Y
- Z

Sans objet

## Y
- Haut – A
- B
- C
- D
- E
- F
- G
- H
- I
- J
- K
- L
- M
- N
- O
- P
- Q
- R
- S
- T
- U
- V
- W
- X
- Y
- Z

Sans objet

## Z
- Haut – A
- B
- C
- D
- E
- F
- G
- H
- I
- J
- K
- L
- M
- N
- O
- P
- Q
- R
- S
- T
- U
- V
- W
- X
- Y
- Z

Sans objet